# Korenina
Korenina    (latinsko radix) je rastlinski organ, katerega najvažnejše naloge so pritrjanje v tla, črpanje vode in anorganskih snovi in prevajanje po steblu do listov. Korenina je tudi organ sinteze hormonov - citokininov. Pogosta pa korenina funkcionira kot založni organ za rezervne hranilne snovi.

## Funkcije korenin
Naloge korenine: 
- srkanje in transport vode in mineralnih snovi
- pritrditev rastline v tla

Druge naloge:
- shranjevanje založnih snovi
- pomoč pri vzpenjanju poganjka
- vegetativno razmnoževanje

## Vrste korenin
Ločimo glavno korenino, stranske korenine in nadomestne korenine. Pri manjšem številu rastlin korenine manjkajo, npr. mešinka Utricularia, ki živi v vodi in pojalniki Orobanche, ki se v gostiteljsko rastlino zasidrajo s posebnimi organi.Koreninski sistem sestavljajo glavne in stranske korenine.
Različni tipi korenin pri zeleh: nitasta (1), korenasta (2), repasta (3) šopasta (4).preobražena(5)
| (1) | (2) | (3) | (4) |
|     |     |     |     |

### Glavna (primarna) korenina
Glavna korenina je osrednja ali primarna korenina, večja od drugih, stranskih ali sekundarnih korenin, ki izraščajo iz nje. Razvije iz koreničice in je vretenasta (ravna in malo razrasla) ali razrasla. Lahko oleseni ali se močno korenasto ali gomoljasto odebeli (repa Brassica rapa, korenje Daucus carota, redkev Raphanus) in jo imenujemo koren. Pri tem je poleg glavne korenine lahko soudeležen tudi najplodnejši del glavnega stebla, hipokotil.

### Stranske korenine
Stranske (sekundarne) korenine poganjajo iz glavne in stranskih korenin. Pogosto so tanke in nitaste, lahko pa so tudi debelejše.

### Nadomestne (adventivne) korenine
Nadomestne (adventivne) korenine poganjajo iz stebla, debla, vej, redkeje iz listov in so zlasti pogoste pri enokaličnicah, kjer radikula (koreninska zasnova v semenu) kmalu zakrni, in pri praprotnicah (Pteridophyta). Večinoma so tanke in šopasto zgoščene. Tudi iz njih poganjajo stranske korenine. 
Včasih se na koreninah razvijejo nadomestni (adventivni) popki, iz katerih se lahko razvijejo novi nadomestni poganjki, s katerimi se nekatere rastline razmnožujejo tudi vegetativno (cipresasti mleček Euphorbia cyparissias)
Posebna oblika nadomestnih korenin so oprijemalne korenine pri bršljanu (Hedera), s katerimi se pritrja na opore.

## Anatomija in morfologija korenine
V splošnem imajo rastline dva morfološka tipa koreninskih sistemov:
- Sistem z glavno korenino - glavna korenina je največja in iz nje izraščajo manjše stranske korenine
- Šopasti koreninski sistem - korenine so približno vse enake velikosti in so značilne za enokaličnice. Pri enokaličnicah radikula odmre skoraj takoj po kalitvi in se glavna korenina sploh ne razvije. Ta koreninski sistem sestavlja nekaj stranskih korenin, ki se razvijejo iz ostanka baze radikule in nadomestnih korenin.

Večji del korenine zapolnjuje parenhimsko tkivo skorje. Najdebelejše korenine so podobne olesenelim drevesnim vejam. Najtanše korenine pa so prekrite le s tanko plastjo povrhnjice, imenovane rizoderm. Celice povrhnjice se podaljšujejo v korenineske laske. V notranjosti korenine je razvit prevodni cilinder. Sestavljajo ga pericikel in prevodna tkiva. Pericikel je plast parenhimskih celic, iz katerih nastajajo stranske korenine.
Vzdolžni prerez korenine:
- Rastni vršiček (koreninski vršiček oz. apikalni meristem korenine) je področje tik za vrhom korenine, kjer se celice delijo in korenina raste.
- Cona rasti in diferenciacije je področje celic, ki je naredil koreninski lasek in leži tik za njim. Celice sprejemajo vodo in se podaljšujejo, ker njihove celične stene še niso trdne. To podaljševanje poriva vrh korenine naprej v zemljo.
- Srkajoči del ali absorbcijska cona (cona koreninskih laskov) je najmlajše področje povrhnjice na korenini, ki tvori koreninske laske. Leži tik za cono rasti.
- Prevajalna cona (iz prevajalnih tkiv v obliki rastlinske žile)

### Koreninska čepica
Koreninska čepica (kalyptra) je plast celic, ki ščitijo koreninski vršiček (apikalni meristem korenine) in se nahaja na koncu vsake koreninice. Predstavlja fizično in kemijsko zaščito meristema korenine. Na robu osrednjega dela čepice so izjemno povečana golgijeva telesca, s katerih se odcepljajo vezikli, ki so napolnjeni s polisharidi. Polisharidi so sestavni del sluzi, ki jih obrobne celice izločajo navzven. Sluz zmanjša trenje in olajšuje korenini prehod skozi tla. Sluz vpliva tudi na okolico korenine in z mikroorganizmi spreminja lastnosti tal. Ko korenina raste, se zunanje celice poškodujejo, odmrejo in od čepice odluščijo.

### Koreninska povrhnjica
Koreninska povrhnjica (rizoderm) se začne diferencirati v apikalnem območju iz protoderma. Povrhnjica se z zorenjem korenine spreminja. V najbolj apikalnem območju korenine je ta sestavljena le iz navadnih celic povrhnjice s tankimi celični stenami. Z oddaljevanjem od vršička pa se pri večini kritosemenk v zreli koreninski povrhnjici razvijejo še koreninski laski - celice se podaljšajo nad površino korenine. S koreninskimi laski se povečata sprejemna površina korenin in tako učinkoviteje vsrkavajo iz tal vodo z raztopljenimi rudninskimi snovmi. Življenjska doba koreninskih laskov je le nekaj dni. Namesto starih, ki odmirajo že nekaj centimetrov za koreninskim vršičkom, nastajajo tik za zarodnim tkivom vedno novi koreninski laski. 
Za razliko od povrhnjice nadzemnih delov rastlin v koreninski povrhnjici ni rež.

### Koreninska skorja
Koreninska skorja je običajno tkivo parenhimskih celic, ki pogosto vsebujejo škrobna zrna. V skorji korenine je več medceličnih prostorov kot v steblu.
Notranji del te skorje je endoderm, ki je sestavljen iz ene plasti celic. Med njegovimi celicami, ki obdajajo osrednji cilinder, ni medceličnega prostora. Zato morajo vse snovi, ki vstopajo v osrednji cilinder ali izstopajo iz njega, prečiti protoplastno membrano endodermske celice. Endoderm tako regulira vstop ionov in vode v osrednji cilinder in preprečuje njihov izstop v nasprotni smeri. Zunanji sloj cilindra je perikambij (pericikel), sestavljen iz parenhimskih celic, ki so ohranile sposobnost delitve. V tem sloju se začnejo razvijati stranske korenine, zato pravimo, da nastajajo endogeno (iz notranjih delov).
V območju starejših delov korenine se naloži debela plast celuloze, stene lahko tudi lignificirajo. Do sprememb v endodermalnih celicah ne pride naenkrat v vseh celicah, temveč bolj postopno. Celice, ki ostanejo v prvi stopnji razvoja, so celice prepustnice.

### Prevodna tkiva
Prevodna tkiva so pri dvokaličnicah urejena v protostelo z osrednjim žarkastim ksilemom in med žarki potekajočimi floemskimi snopi. Pri enokaličnicah se število ksilemskih in floemskih snopov poveča, zato se razmaknejo in v osrednjem delu prevodnega cilindra se razvije stržen. Tako organiziran prevodni cilinder imenujemo sifonostela. Med ksilemom in floemom je plast neprevodnih parenhimskih celic, ki sodelujejo pri sekundarni rasti korenine.
Pri enokaličnicah so v korenini 5 ali 6 arhne žile, pri dvokaličnicah pa 4 arhne žile.

## Nastanek in razvoj korenin

### Nastanek korenine
Embrio praprotnic je unipolaren, kar pomeni, da se v njem nahaja zgolj zasnova za steblo, medtem ko je embrio semenk bipolaren, saj se v njem nahajata zasnovi za steblo in korenino. 
- Semenke (Spermatophyta): zasnova za korenino je v obliki radikule zasnovana že na osi kalčka (embrio). V kalčku je že zasnovana tipična zgradba brstnic, tj. zgradba telesa v obliki brsta (korma), iz stebla, listov in korenin. Ker je zarodek v semenu vedno nameščen tako, da je radikula (koreninska zasnova) obrnjena k mikropili, se pri kalitvi semena skozi njo najprej razvije koreninica s hipokotilom. Koreninski sistem se razvije iz rastnega vršička korenine (radikacija).
- Praprotnice (Pteridophyta): korenina nastane endogeno - s preobrazbo stebla. Korenine se razvijejo direktno iz stebla, kar imenujemo primarna homorizija.
- Nastanek nadomestnih (adventivnih) korenin je potencialno možno iz vseh organov, najbolj pogosto se razvijejo:

- iz hipokotila: ciklama Cyclamen, nedotika Impatiens
- iz stebla - kolenc - nodijev: koruza Zea mays, njivska meta Mentha arvensis, navadni regelj Lycopus europaeus
- iz internodijev - rizomi: perunika Iris, kolmež Acorus, bršljan Hedera, repuh Petasites
- iz brstov: tolstičevke Crassulaceae, robida Rubus
- iz listov: Begonia

### Rast in razraščanje korenine
Rast korenine je potencialno neomejena. Rast in razraščanje korenin v globino sta odvisna od tipa koreninskega sistema, globine tal, zračnosti tal, vodnega režima v tleh in založenosti z mineralnimi snovmi.
- Razraščanje korenine pri semenkah - iz pericikla (poseben enoredni krožec celic v sredini korenine);
- Razraščanje korenine pri praprotnicah - kot pri semenkah je tudi pri praprotnicah koreninski rastni vršiček obdan s posebno zaščitno koreninsko čepico, vendar pa se stranske koreninice ne izraščajo iz pericikla, temveč iz primarne skorje korenin. Korenine in steblo imajo stalno sposobnost rasti, ker se vrhnji oz. apikalni meristemi (rastne celice) navadno ohranijo v obliki ene večrobe temenske celice.

### Primarna debelitev korenine
Primarna debelitev korenine poteka podobno kot primarna debelitev stebla:
- po navadi traja eno sezono
- ne nastane kambij, ampak se debelijo parenhimi skorje ali centralnega stržena
- nastanejo: koreni, koreninski gomolji

### Sekundarna debelitev korenine
Pri golosemenkah in lesnatih dvokaličnicah se korenine lahko močno sekundarno odebelijo. Ker pri tem nastajajo predvsem celice z olesenelimi stenami, pravimo tej debelitvi olesenitev. Nove celice nastajajo z delitvami posebnega zarodnega tkiva (kambij), katerega en del nastane iz perikambija, drugi pa iz parenhimskih celic med ksilemskimi in floemskimi deli osrednje žarkaste žile. Kambijalni obroč na začetku sledi obliki žile (zvezdast), z nalaganjem plasti
celic lesa in skorje pa dobi obliko prstana. Preden se koreninska skorja raztrga in propade, nastane v njej posebno zarodno tkivo (plutni kambij ali felogen). To oblikuje celice za razvoj plute ali preiderma - sekundarnega krovnega tkiva, sestavljenega iz neživih celic z oplutenimi stenami.

## Preobražene korenine
Korenine so ponekod poleg svoje osnovne funkcije prevzele še druge in se s tem preobrazile. Pravimo jim preobražene ali metamorfozirane korenine. Najpogosteje prevzamejo nalogo, da shranjujejo rezervne snovi (založna funkcija).

### Koren
Koren nastane kadar se hranilne snovi shranjujejo v glavni korenini in v spodnjem delu stebla. Pri nastanku večine korenov sodeluje še hipokotil ali tudi skrajšani epikotil. Hipokotil je spodnji del stebla, ki je pod namestitvijo kličnih listov, epikotil pa je del stebla nad namestitvijo kličnih listov.
Pri korenju Daucus carota, petršilju Petroselinum crispum in sladkorni pesi Beta vulgaris ssp. altissima sestavljata koren predvsem glavna korenina, v manjši meri pa hipokotil.
Pri krmni pesi Beta vulgaris spp. rapa, črni redkvi Raphanus sativus var. niger in strniščni repi Brassica rapa ssp. rapa sestavlja pretežni del korena hipokotil, v manjši meri pa glavna korenina.
Pri zeleni Apium graveolens sodeluje pri odebelitvi hipokotila še spodnji del stebla z zelenimi listi; zaradi tega predstavljajo repaste odebelitve zelene prehodno obliko k stebelnim gomoljem.

### Koreninski gomolj
- Koreninski gomolj nastane ko se med nalaganjem hranilnih snovi zelo odebelijo nadomestne ali stranske korenine. Pojavljajo se pri dalijah Dahlia.

### Oprijemalne korenine
Oprijemalne korenine se pojavljajo pri različnih ovijalkah (bršljan).  Oprimejo se podlage (deblo, skale, zid...)

### Zračne korenine
Zračne korenine poganjajo iz stebel in ne rastejo v tla. Lahko omogočajo plezanje kot pri bršljanu. Mnoge srkajo vlago iz zraka. Posebna vrsta zračnih korenin so podporne korenine, ki rastejo iz stebla navzdol v tla, ki so lahko pod vodo. Podpirajo težke rastline, kot je na primer mangrove.

### Sesalne korenine
Sesalne ali zajedalske korenine (predenica Cuscuta, bela omela Viscum album).
Bela omela je polzajedalka in od gostitelja črpa vodo in anorganske snovi, ki jih s pomočjo fotosinteze sama predela v organske snovi. Predenica je zajedavka - s svojimi posebnimi koreninami prodre v tkiva gostiteljske rastline in se priključi na gostiteljeve žile. Od tam črpa organske snovi, ki jih je izdelal gostitelj s fotosintezo, in pogosto tudi vodo z mineralnimi
snovmi.

## Mikoriza
Večina rastlin ima v koreninah razvito simbiozo z glivami (mikoriza), ki jim omogoča boljšo preskrbo z vodo, dušikovimi in fosforjevimi spojinami ter zaščito pred patogenimi glivami.